# Османгазі (станція)
40°47′57″ пн. ш. 29°22′49″ сх. д. / 40.7990893683° пн. ш. 29.38022132702° сх. д.
Османгазі (тур. Osmangazi) — залізнична станція на лінії S-bahn Мармарай, що належить TCDD, в Гебзе.
Конструкція — наземна відкрита з однією острівною платформою. 
Розташована на залізниці Стамбул-Анкара та була введена в експлуатацію в 1954 році. 

Станція, яка була перебудована TCDD з інфраструктурою електрифікації та введена в експлуатацію 29 травня 1969 
, 
обслуговувала приміський поїзд B2 (Хайдарпаша — Гебзе) в 1969 — 2013 роках. 
Була закрита 29 червня 2012

і перебудована і знову відкрита 12 березня 2019 року. 

## Сервіс
| Попередня станція                              | Лінія | Лінія    | Лінія | Наступна станція |
| ---------------------------------------------- | ----- | -------- | ----- | ---------------- |
| Технічний Університет Гебзе - Фатіх до Халкали |       | Мармарай |       | Дариджа до Гебзе |